# Cathédrale métropolitaine de San José
Cette  cathédrale n’est pas la seule cathédrale Saint-Joseph.
La cathédrale métropolitaine Saint-Joseph de San José une église située à San José au Costa Rica, à laquelle l’Église catholique donne les statuts de cathédrale de l’archidiocèse de San José de Costa Ricaet de sanctuaire national,. Elle est consacrée à saint Joseph.

## Histoire

### Origines
En 1813, la Couronne espagnole donna à San José le titre de ville et, comme tel, requit d'un temple qui fit honneur à la foi catholique. La construction de ce premier temple a été entamée en 1825 sous la tutelle d'Eusebio Rodríguez, qui avait dessiné un temple plus long et plus large. L'église fut inaugurée en 1827 et reçu le titre de cathédrale en 1850, lorsque monseigneur Anselmo Llorente y La Fuente fut nommé premier évêque du Costa Rica.
La structure de 1827 a été affectée ensuite par divers séismes. En 1871, Monseigneur Llorente et le Conseil ecclésiastique municipal ont chargé l'architecte José Quirce et le menuisier Manuel Conejo d'une étude de l'état du temple. Les experts ont recommandé de changer le plafond en bois car il était au mauvais état. Ce fut au tour de l'évêque Domingo Rivas de faire les aménagements en engageant le menuisier guatémaltèque, Ramón Estrada, qui conclut l'œuvre en 1878 et qui donna la création du dôme, la chaire, le chœur et les détails des colonnes.
Un an plus tard, un séisme secoua le pays et la structure s'est vue de nouveau très affectée au point de faire démolir les clochers et prendre la décision d'utiliser du métal pour les nouveaux clochers, qui étaient assez légers, bien que sa taille fut disproportionnée avec le volume du reste du bâtiment.

### Histoire récente
En 1914, douze vitraux furent ramenés de France d'une taille de 360 × 180 cm, fournis par les ateliers de la famille Champigneulle, peintres verriers réputés de la fin du XIXe siècle.  Quatre font référence à Saint Joseph, sept autres à des images de saints et saintes, ainsi qu'un à la Sainte Trinité.
Le pape Jean-Paul II s’y rend le 3 mars 1983.
Avec les tremblements de terre de 1990 et 1991, un travail a été fait pour renforcer la cathédrale, dont les clochers, avec du béton renforcé.
En 2021, la Conférence épiscopale du Costa Rica l’érige en sanctuaire national ; une messe de célébration est donnée le 7 décembre,.

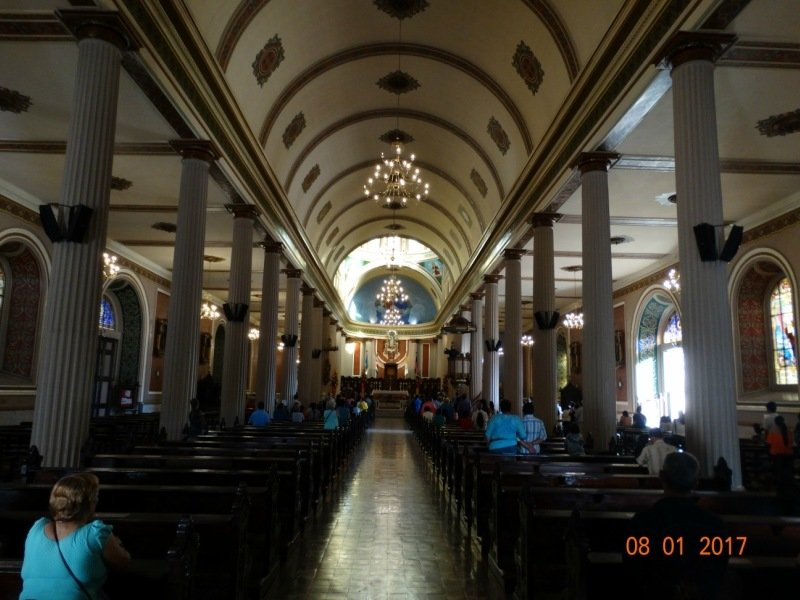
Intérieur de la cathédrale.